# Hyperiopsis voringi
Hyperiopsis voringi är en kräftdjursart som beskrevs av Georg Ossian Sars 1885. Hyperiopsis voringi ingår i släktet Hyperiopsis och familjen Hyperiopsidae. Inga underarter finns listade i Catalogue of Life.